# Alf Brustellin
Alf Brustellin (Viena, 27 de juliol de 1940 - Múnic, 11 de novembre de 1981) va ser un actor, guionista, productor i director de cinema alemany d'origen austríac.

## Biografia
Fill d'un oficial, es va traslladar a Mönchengladbach amb els seus pares a la dècada de 1950. Després de graduar-se a la secundària, va estudiar alemany i teatre durant deu semestres a Múnic. Allà va començar el seu treball artístic el 1964 com a membre del cabaret "Rationaltheater", del qual va ser membre fins al 1966. De 1966 a 1971 va ser editor de funcions a SZ de 1967 a 1969 va treballar per a la revista Film i va impartir classes a la Universitat de Televisió i Cinema de Múnic i a l'Escola Alemanya de Periodisme. Com a freelance, va escriure per a diverses revistes, entre elles per a Der Spiegel.
Brustellin va començar el seu treball cinematogràfic amb un documental sobre Alexander Kluge per a WDR. Junt amb Edgar Reitz, Ula Stöckl i Nikos Perakis, va participar tant en el guió com en la direcció de la pel·lícula Das goldene Ding el 1971. El 1972/73 va realitzar prop de 50 contribucions per a la sèrie d'educació preescolar de l'ARD Barri Sèsam.
Va treballar per a Bernhard Sinkel com a director de fotografia a les seves pel·lícules Der Clinch i Lina Braake. Aquesta última, una comèdia socialment crítica, va tenir un èxit considerable amb el públic. El 1975 tots dos van fundar l'empresa "ABS-Filmproduktion München". Junts van escriure i dirigir les altres pel·lícules. Si bé Berlinger i Der Mädchenkrieg van tenir èxits moderats, les pel·lícules que van seguir van ser cada cop més ignorades i es poden veure com a exemples del lent ritme del nou cinema alemany en la tardor alemanya de finals dels anys 70. El 1978 va codirigir Deutschland im Herbst, que va guanyar el Premi Especial del Públic al 28è Festival Internacional de Cinema de Berlín.
Només amb l'adaptació televisiva en cinc parts de la novel·la de Thomas Mann Bekenntnisse des Hochstaplers Felix Krull (1981), de la que Brustellin va fer el guió, va poder aprofitar els èxits anteriors. Poc després, Alf Brustellin, que mantenia una relació amb l'actriu Hannelore Elsner des del 1973, va morir a Múnic en un accident automobilístic quan anava de passatger en un taxi.
La seva propietat escrita es troba a l'arxiu de l'Acadèmia de les Arts de Berlín.

## Filmografia
- 1968: Kluge, Leni und der Löwe
- 1970: Geschichten vom Kübelkind
- 1971: Sonntagsmalerei
- 1971: Das goldene Ding
- 1971: Kino zwei
- 1972: Die Stadt der Hunde
- 1973: Die Reise nach Wien
- 1973: Clinch
- 1975: Lina Braake
- 1975: Berlinger (amb Bernhard Sinkel)
- 1977: Der Mädchenkrieg (amb Bernhard Sinkel)
- 1977: Taugenichts (amb Bernhard Sinkel)
- 1978: Deutschland im Herbst
- 1978: Der Sturz (amb Bernhard Sinkel)
- 1980: Kaltgestellt (amb Bernhard Sinkel)
- 1981: Bekenntnisse des Hochstaplers Felix Krull (minisèrie de televisió amb Bernhard Sinkel)